# Le-eyo
Le-eyo, è un essere di cui si racconta nella mitologia delle popolazioni masai del Kenya.

## Nel mito
Si racconta di lui in occasione della nascita della morte: all'inizio dei tempi si voleva combattere la morte creando un metodo per l'immortalità, la formula "Uomo, muori e ritorna; Luna, muori e rimani lontana" insegnata a Le-eyo. Al momento in cui doveva riportare in vita il proprio figlio sbagliò inizialmente la formula e successivamente anche formulandola correttamente non ebbe alcun successo.